# Església de Jesús (Riga)
L'Església de Jesús (en letó: Bolderājas evaņģēliski luteriskā baznīca) és una església luterana a la ciutat de Riga, capital de Letònia, està situada al carrer Elijas, 18. És una església parroquial de l'Església Evangèlica Luterana de Letònia Aquest és un dels edificis neoclàssics més importants de la ciutat i el més gran construït en fusta que es pot trobar en aquest estil als països bàltics.

## Història

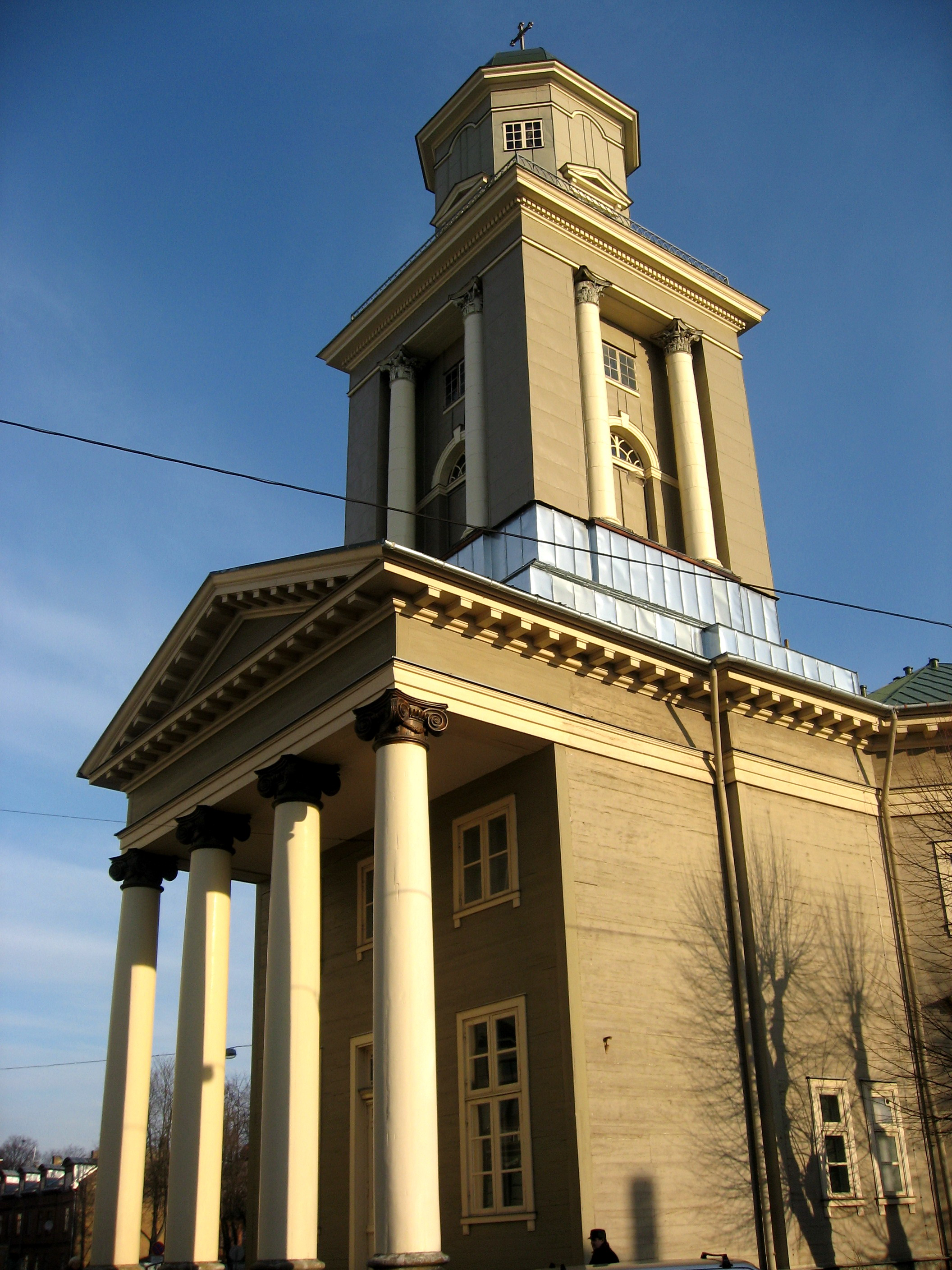
Pórtic de l'entrada principal

Una primera església barroca va ser construïda el 1688 sobre les ruïnes d'una altra més antiga, en el moment de l'administració sueca de Livònia, segons els plànols de l'arquitecte Rupert Bindens, però va ser demolida després d'ésser danyada per les tropes del mariscal Borís Xeremétev el 1710. Una altra va ser construïda el 1733, però va resultar destruïda pel foc provocat per les tropes napoleòniques comandades pel mariscal Étienne-Jacques-Joseph Macdonald, devastant tot el barri en 1812.
L'església actual és obra de l'arquitecte alemany bàltic Christian Friedrich Breitkreutz (1780-1820) que va construir altres edificis d'aquest estil a Riga. El Governador General Paulucci (1779-1849) va estar d'acord amb la construcció que va tenir lloc des de 1818 fins a 1822.

## Arquitectura
La planta de l'església és octogonal, d'una amplada de 26,8 metres, amb quatre frontons triangulars formant diferents façanes, cadascuna decorada amb un pòrtic tetràstil amb pilastras orde jòniques, la façana principal té columnes jónicas. L'edifici està dominat per una torre de 37 metres d'altura, de tres nivells, coronada amb una petita cúpula. Altre gran cúpula, oculta pel sostre, va ser construïda en el centre de l'edifici, sostinguda per vuit columnes jòniques.